# Malajzia az 1968. évi nyári olimpiai játékokon
Malajzia a mexikói Mexikóvárosban megrendezett 1968. évi nyári olimpiai játékok egyik részt vevő nemzete volt. Az országot az olimpián 4 sportágban 31 sportoló képviselte, akik érmet nem szereztek.

## Atlétika
Férfi
| Versenyző                                                             | Versenyszám     | Előfutam | Előfutam | Előfutam | Negyeddöntő | Negyeddöntő | Negyeddöntő | Elődöntő | Elődöntő | Elődöntő | Döntő   | Döntő    |
| Versenyző                                                             | Versenyszám     | Idő      | Hely.    | Össz.    | Idő         | Hely.       | Össz.       | Idő      | Hely.    | Össz.    | Idő     | Helyezés |
| --------------------------------------------------------------------- | --------------- | -------- | -------- | -------- | ----------- | ----------- | ----------- | -------- | -------- | -------- | ------- | -------- |
| Mani Jegathesan                                                       | 100 m           | 10,35    | 3.       | 10.**    | 10,38       | 6.          | 22.**       | kiesett  | kiesett  | kiesett  | kiesett | kiesett  |
| Mani Jegathesan                                                       | 200 m           | 20,92    | 3.       | 16.      | 21,01       | 4.          | 20.*        | 21,05    | 8.       | 16.      | kiesett | kiesett  |
| Rajalingam Gunaratnam                                                 | 200 m           | 21,58    | 4.       | 40.      | 21,52       | 8.          | 30.         | kiesett  | kiesett  | kiesett  | kiesett | kiesett  |
| Victor Asirvatham                                                     | 400 m           | 48,02    | 6.       | 48.      | kiesett     | kiesett     | kiesett     | kiesett  | kiesett  | kiesett  | kiesett | kiesett  |
| Ramasamy Subramaniam                                                  | 800 m           | 1:50,87  | 4.       | 26.*     |             |             |             | kiesett  | kiesett  | kiesett  | kiesett | kiesett  |
| Ramasamy Subramaniam                                                  | 1500 m          | 4:06,49  | 9.       | 45.      |             |             |             | kiesett  | kiesett  | kiesett  | kiesett | kiesett  |
| Ishtiaq Mubarak                                                       | 110 m gát       | 14,36    | 6.       | 25.      |             |             |             | kiesett  | kiesett  | kiesett  | kiesett | kiesett  |
| Zambrose Abdul Rahman                                                 | 400 m gát       | 53,23    | 8.       | 29.      |             |             |             | kiesett  | kiesett  | kiesett  | kiesett | kiesett  |
| Mani Jegathesan Tambusamy Krishnan Rajalingam Gunaratnam Ooi Hock Lim | 4 × 100 m váltó | 40,69    | 4.       | 17.      |             |             |             | 40,89    | 8.       | 13.      | kiesett | kiesett  |

| Versenyző            | Versenyszám   | Selejtező | Selejtező | Döntő    | Döntő    |
| Versenyző            | Versenyszám   | Eredmény  | Helyezés  | Eredmény | Helyezés |
| -------------------- | ------------- | --------- | --------- | -------- | -------- |
| Anthony Chong        | Távolugrás    | 729 cm    | 29.       | kiesett  | kiesett  |
| Nashatar Singh Sidhu | Gerelyhajítás | 70,70 m   | 23.       | kiesett  | kiesett  |

* - egy másik versenyzővel azonos időt ért el

** - két másik versenyzővel azonos időt ért el

## Gyeplabda
| Malajziai férfi gyeplabdacsapat-játékoskeret | Malajziai férfi gyeplabdacsapat-játékoskeret |
| --- | --- |
| - Kunaratnam Alagaratnam - Michael Arulraj - Francis Belavantheran - Ho Koh Chye - Ameen-ud-Din Ibrahim - Shamuganathan Jeevajothy - Koh Chong Jin - Joseph Johnson - Yang Siow Ming | - Loong Whey Pyu - Arumugam Sabapathy - Koh Hock Seng - Harnahal Singh Sewa - Sri Shanmuganathan - Savinder Singh - Kuldip Singh Uijeer - Rajaratnam Yogeswaran |

### Eredmények
Csoportkör
B csoport
| Csapat               | M | Gy | D | V | G+ | G– | Gk  | P  |
| -------------------- | - | -- | - | - | -- | -- | --- | -- |
| Pakisztán (PAK)      | 7 | 7  | 0 | 0 | 23 | 4  | +19 | 14 |
| Ausztrália (AUS)     | 8 | 5  | 1 | 2 | 15 | 7  | +8  | 11 |
| Kenya (KEN)          | 8 | 4  | 1 | 3 | 13 | 9  | +4  | 9  |
| Hollandia (NED)      | 7 | 4  | 0 | 3 | 11 | 11 | 0   | 8  |
| Franciaország (FRA)  | 7 | 2  | 1 | 4 | 2  | 5  | –3  | 5  |
| Nagy-Britannia (GBR) | 7 | 2  | 1 | 4 | 6  | 8  | –2  | 5  |
| Argentína (ARG)      | 7 | 1  | 1 | 5 | 4  | 20 | –16 | 3  |
| Malajzia (MAS)       | 7 | 0  | 3 | 4 | 2  | 12 | –10 | 3  |

| 1968. október 13. | Franciaország (FRA) | 0 – 0 | Malajzia (MAS) |  |
| 1968. október 13. |                     |       |                |  |

| 1968. október 14. | Kenya (KEN)  | 1 – 1   | Malajzia (MAS) |  |
| 1968. október 14. | E. Fernandes | (0 – 1) | Belavantheran  |  |

| 1968. október 16. | Malajzia (MAS) | 1 – 1   | Argentína (ARG) |  |
| 1968. október 16. | Ming           | (1 – 1) | Cicognini       |  |

| 1968. október 17. | Ausztrália (AUS)       | 3 – 0   | Malajzia (MAS) |  |
| 1968. október 17. | Glencross Martin Quinn | (2 – 0) |                |  |

| 1968. október 19. | Hollandia (NED) | 1 – 0   | Malajzia (MAS) |  |
| 1968. október 19. | Weemers         | (1 – 0) |                |  |

| 1968. október 20. | Pakisztán (PAK)      | 4 – 0   | Malajzia (MAS) |  |
| 1968. október 20. | Malik 2 Akhtar Niazi | (1 – 0) |                |  |

| 1968. október 21. | Nagy-Britannia (GBR) | 2 – 0   | Malajzia (MAS) |  |
| 1968. október 21. | Morris Whalley       | (1 – 0) |                |  |

A 15. helyért
| 1968. október 23. | Malajzia (MAS) | 1 – 0 (h. u.)  | Mexikó (MEX) |  |
| 1968. október 23. | Sewa           | (0 – 0, 1 – 0) |              |  |

| Csapat         | Helyezés |
| -------------- | -------- |
| Malajzia (MAS) | 15.      |

## Kerékpározás

### Országúti kerékpározás
| Versenyző    | Versenyszám   | Idő           | Helyezés      |
| ------------ | ------------- | ------------- | ------------- |
| Ng Joo Pong  | Mezőnyverseny | nem ért célba | nem ért célba |
| Johari Ramli | Mezőnyverseny | nem ért célba | nem ért célba |

### Pálya-kerékpározás
Üldözőversenyek
| Versenyző   | Versenyszám  | Selejtező        | Selejtező        | Nyolcaddöntő | Nyolcaddöntő | Nyolcaddöntő | Elődöntő     | Elődöntő  | Elődöntő | Döntő        | Döntő     | Helyezés    |
| Versenyző   | Versenyszám  | Idő              | Hely.            | Ellenfél Idő | Saját idő    | Hely.        | Ellenfél Idő | Saját idő | Hely.    | Ellenfél Idő | Saját idő | Helyezés    |
| ----------- | ------------ | ---------------- | ---------------- | ------------ | ------------ | ------------ | ------------ | --------- | -------- | ------------ | --------- | ----------- |
| Ng Joo Pong | Férfi egyéni | nem állt rajthoz | nem állt rajthoz | kiesett      | kiesett      | kiesett      | kiesett      | kiesett   | kiesett  | kiesett      | kiesett   | helyezetlen |

## Súlyemelés
| Versenyző        | Versenyszám | Nyomás   | Nyomás   | Szakítás | Szakítás | Lökés    | Lökés    | Összesen | Helyezés |
| Versenyző        | Versenyszám | Eredmény | Helyezés | Eredmény | Helyezés | Eredmény | Helyezés | Összesen | Helyezés |
| ---------------- | ----------- | -------- | -------- | -------- | -------- | -------- | -------- | -------- | -------- |
| Eun Tin Loy      | 67,5 kg     | 110,0    | 16.      | 95,0     | 18.      | 142,5    | 16.      | 347,5    | 18.      |
| Leong Chim Seong | 90 kg       | 142,5    | 14.      | 120,0    | 20.      | 160,0    | 19.      | 422,5    | 19.      |